# 群馬県の県道一覧
群馬県の県道一覧（ぐんまけんのけんどういちらん）は、群馬県を通る県道の一覧である。

## 主要地方道（001-094）

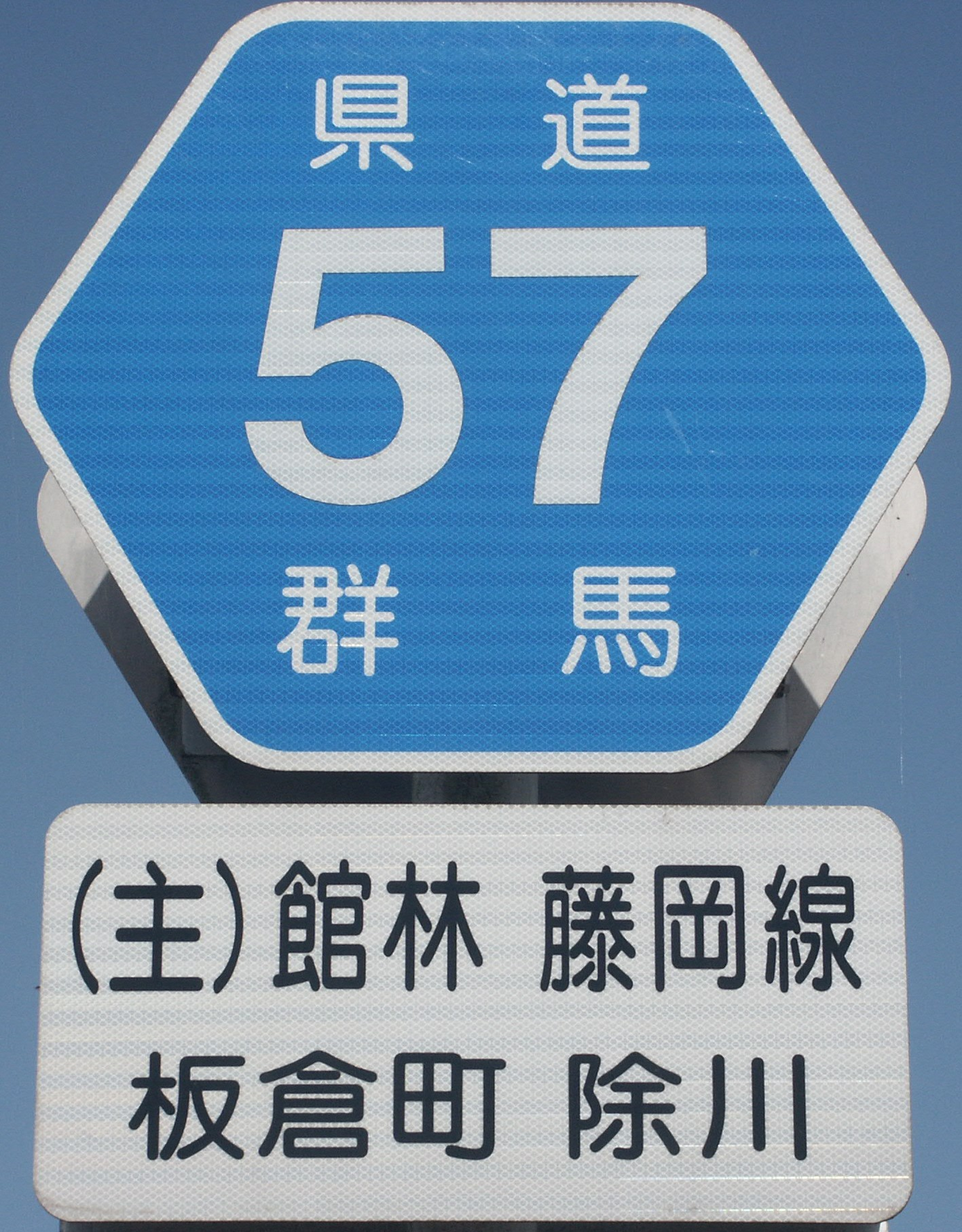
群馬県道における主要地方道の路線番号標識（路線名称の前に「（主）」が表記されている。）

- 1 沼田檜枝岐線 （尾瀬往還。大清水小屋以北福島県方面は車両通行不可）
- 2 前橋館林線 （群馬県道最長路線。旧・前橋古河線、太田県道、旧・古河街道、館林線）
- 3 前橋大間々桐生線 （大胡県道）
- 4 前橋赤城線 （赤城県道）
- 5 足利太田線
- 6 前橋箕郷線 （箕郷線）
- 7 佐野行田線
- 8 足利館林線
- 9 佐野古河線
- 10 前橋安中富岡線 （安中線）
- 11 前橋玉村線 （玉村線）
- 12 前橋高崎線 （旧17号、前橋街道）
- 13 前橋長瀞線 （長瀞線、藤岡県道）
- 14 伊勢崎深谷線
- 15 前橋伊香保線 （水沢街道）
- 16 大胡赤城線
- 17 前橋停車場線 （けやき並木）
- 18 伊勢崎本庄線
- 19 （欠番）
- 20 足利邑楽行田線
- 21 （欠番）
- 22 上里鬼石線
- 23 藤岡本庄線
- 24 高崎伊勢崎線
- 25 高崎渋川線 （高渋線、三国街道、渋川街道）
- 26 高崎安中渋川線
- 27 高崎駒形線 （高駒線）
- 28 高崎東吾妻線 （旧・高崎榛名吾妻線）
- 29 あら町下室田線 （旧・高崎榛名線、経大前通り）
- 30 寺尾藤岡線
- 31 高崎停車場線
- 32 （欠番）
- 33 渋川松井田線
- 34 渋川大胡線 （南面道路）
- 35 渋川東吾妻線 （旧・渋川吾妻線、日陰道）
- 36 渋川下新田線 （旧・渋川新治線、三国街道）
- 37 （欠番）
- 38 足利千代田線
- 39 足利伊勢崎線（足利県道）
- 40 藤岡大胡線
- 41 神田吉井停車場線
- 42 （欠番）
- 43 下仁田軽井沢線
- 44 下仁田浅科線
- 45 下仁田上野線
- 46 富岡神流線 （旧・富岡万場線）
- 47 一ノ宮妙義線（旧・富岡妙義線）
- 48 下仁田安中倉渕線
- 49 藤木高崎線
- 50 （欠番）
- 51 松井田下仁田線
- 52 （欠番）
- 53 中之条湯河原線
- 54 長野原倉渕線
- 55 中之条草津線
- 56 北軽井沢松井田線
- 57 館林藤岡線
- 58 中之条東吾妻線（旧・中之条吾妻線）
- 59 草津嬬恋線
- 60 （欠番）
- 61 沼田水上線 （水上道路）
- 62 沼田大間々線
- 63 水上片品線（冬期閉鎖区間あり）
- 64 平川横塚線（旧・平川沼田線）
- 65 昭和インター線
- 66 桐生田沼線
- 67 桐生岩舟線
- 68 桐生伊勢崎線 （桐生県道）
- 69 大間々世良田線（旧・大間々尾島線）
- 70 大間々上白井線（旧・大間々子持線）
- 71 高崎神流秩父線 （旧・高崎万場秩父線）
- 72 （欠番）
- 73 伊勢崎大間々線
- 74 伊勢崎大胡線
- 75 伊勢崎停車場線
- 76 前橋西久保線 （旧・前橋赤堀線）
- 77 （欠番）
- 78 太田大間々線
- 79 - 82 （欠番）
- 83 熊谷館林線
- 84 - 91 （欠番）
- 92 松井田軽井沢線
- 93 下仁田臼田線
- 94 東御嬬恋線 （旧・東部嬬恋線）

## 一般県道（101-466）

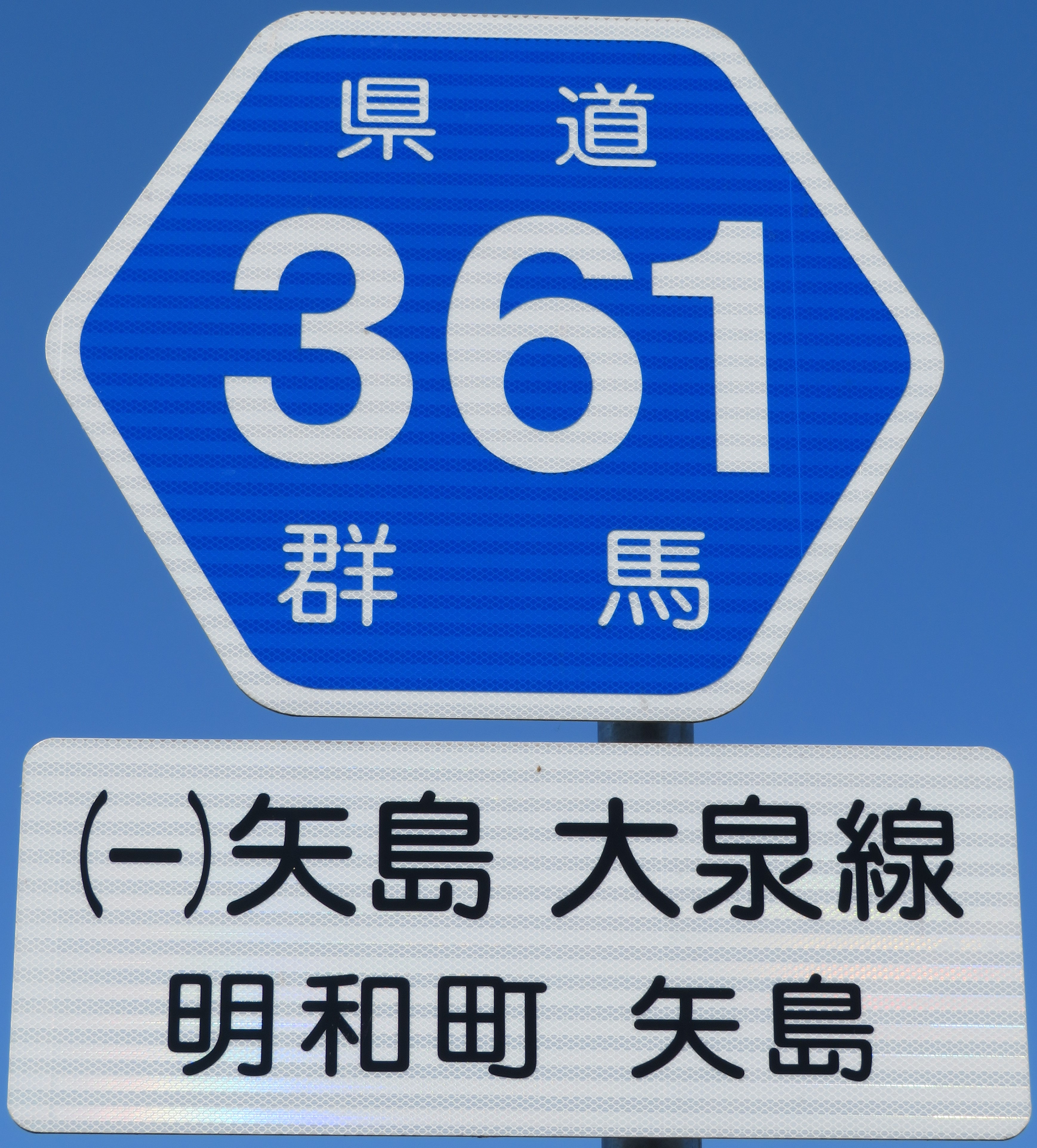
群馬県道における一般県道の路線番号標識（路線名称の前に「（一）」が表記されている。）

### 100番台
- 101 四ツ塚原之郷前橋線
- 102 三夜沢国定停車場線
- 103 深津伊勢崎線
- 104 駒形柴町線
- 105 総社石倉線
- 106 新前橋停車場線
- 107 群馬総社停車場線
- 108 下仁田佐久穂線
- 109 石倉前橋停車場線
- 110 駒形停車場線
- 111 大胡停車場線
- 112 大前須坂線
- 113 粕川停車場線
- 114 苗ヶ島飯土井線 （旧・宮城前橋線）
- 115 - 120 （欠番）
- 121 和田多中倉賀野線
- 122 八本松松井田線
- 123 柏木沢大八木線（旧・柏木沢高崎線）
- 124 上野小海線
- 125 一本木平小井戸安中線
- 126 榛名山箕郷線
- 127 足門前橋線（足門街道）
- 128 佐野太田線
- 129 飯玉本町線
- 130 落合上里見線（旧・落合榛名線）
- 131 児玉新町線
- 132 下里見安中線
- 133 元島名倉賀野線
- 134 新田町新後閑線
- 135 井野停車場線
- 136 綿貫倉賀野停車場線
- 137 箕郷板鼻線
- 138 倉賀野停車場線
- 139 群馬八幡停車場剣崎線
- 140 （欠番）
- 141 群馬八幡停車場藤塚線
- 142 綿貫篠塚線…2014年10月10日群馬県告示第293号により認定（認定告示が掲載されている群馬県報）。
- 143 - 147 （欠番）
- 148 野田多々良停車場線（旧・御厨多々良停車場線）
- 149 - 150 （欠番）
- 151 津久田停車場前橋線（石井県道）
- 152 赤岩足利線
- 153 水沢足門線（旧・水沢群馬線）
- 154 新井下室田線（旧・新井榛名線）
- 155 伊香保村上線（旧・伊香保小野上線）
- 156 分郷八崎寄居線
- 157 赤城山敷島停車場線
- 158 宮田吹屋線
- 159 持柏木寄居線
- 160 下箱田岩上線（旧・下箱田下河原線）
- 161 南新井前橋線
- 162 八木原停車場線
- 163 八木原停車場小倉線
- 164 渋川吉岡線
- 165 - 170 （欠番）
- 171 吉井安中線
- 172 小平下仁田線
- 173 金井倉賀野停車場線
- 174 下栗須馬庭停車場線
- 175 上日野藤岡線
- 176 下日野神田線
- 177 会場鬼石線
- 178 中島新町線
- 179 新町停車場線
- 180 群馬藤岡停車場線
- 181 - 190 （欠番）
- 191 妙義山線
- 192 秋畑富岡線
- 193 下仁田小幡線
- 194 宇田磯部停車場線
- 195 南蛇井下仁田線
- 196 上小坂四ツ家妙義線
- 197 下高尾小幡線
- 198 南後箇七日市線
- 199 菅原一ノ宮線（旧・菅原富岡線）

### 200番台
- 200 後賀山名停車場線
- 201 星尾羽沢線
- 202 黒滝山小沢線
- 203 金井高崎線
- 204 金井小幡線
- 205 福島停車場線
- 206 富岡停車場線
- 207 一ノ宮停車場線
- 208 下仁田停車場線
- 209 貫前神社線
- 210 （欠番）
- 211 安中榛名湖線
- 212 安中富岡線
- 213 磯部停車場妙義山線
- 214 磯部停車場上野尻線
- 215 恵宝沢原貝戸線
- 216 長久保郷原線（旧・長久保安中線）
- 217 松井田中宿線（旧・松井田中野谷安中線）
- 218 中野谷富岡線
- 219 （欠番・かつての安中停車場線）
- 220 磯部停車場線
- 221 西松井田停車場線
- 222 横川停車場線
- 223 寺岡館林線
- 224 小根山森林公園線
- 225 （欠番）
- 226 （欠番）
- 227 小俣桐生線（旧・坂西桐生線）
- 228 - 230 （欠番）
- 231 大道横尾線
- 232 植栗伊勢線
- 233 （欠番）
- 234 下沢渡原町線
- 235 大笹北軽井沢線
- 236 中之条停車場線
- 237 郷原停車場線
- 238 （欠番・かつての川原湯川原湯停車場線）
- 239 四万温泉線
- 240 新巻市城線
- 241 嬬恋応桑線
- 242 - 250 （欠番）
- 251 沼田赤城線
- 252 水上停車場谷川線
- 253 小日向沼田線（旧・小日向上津沼田線）
- 254 丸山葉鹿線（旧・毛里田坂西線）
- 255 下久屋渋川線
- 256 竜舞足利線（旧・龍舞山前停車場線、竜舞山前停車場線）
- 257 根利八木原大間々線
- 258 中瀬牧西線
- 259 新野岡部停車場線
- 260 尾瀬ヶ原土出線（一般車通年通行禁止）
- 261 法師吹路線
- 262 沼田停車場薄根線
- 263 富士山横塚線
- 264 宝川久保線
- 265 道木佐山沼田線
- 266 上発知材木町線
- 267 日向南郷大原線
- 268 船笹神戸停車場線
- 269 戸鹿野下之町線
- 270 相俣湯原線（旧・相俣水上線）
- 271 月夜野下牧線
- 272 月夜野猿ヶ京温泉線
- 273 後閑羽場線（旧・月夜野新治線）
- 274 沼田停車場線
- 275 由良深谷線
- 276 新堀尾島線
- 277 老神温泉線
- 278 中野福居線（旧・中野御厨線）
- 279 石倉上牧線
- 280 - 288 （欠番）
- 289 矢納浄法寺線（旧・矢納鬼石線）
- 290 （欠番）
- 291 境木島大間々線（旧・境大間々線）
- 292 伊勢崎新田上江田線（旧・伊勢崎新田線）
- 293 香林羽黒線（旧・香林西国定伊勢崎線）
- 294 国定藪塚線（旧・西国定藪塚線）
- 295 境島村今泉線（旧・新地伊勢崎線、新地今泉線）
- 296 八斗島境線
- 297 平塚境停車場線
- 298 平塚亀岡線（旧・平塚尾島線）
- 299 国定停車場線

### 300番台
- 300 新伊勢崎停車場線
- 301 妻沼小島太田線（旧・小島太田線）
- 302 - 303 （欠番）
- 304 今泉館林線
- 305 （欠番）
- 306 上中森鴻巣線
- 307 - 310 （欠番）
- 311 新田上江田尾島線（旧・新田尾島線）
- 312 太田境東線（旧・太田境線）
- 313 太田大泉線
- 314 古戸館林線
- 315 大原境三ツ木線（旧・大原境線）
- 316 太田桐生線
- 317 太田停車場線
- 318 治良門橋停車場線
- 319 （欠番・かつての藪塚停車場線）
- 320 中小泉停車場線
- 321 金山城址線
- 322 新田市野井線（旧・市野井線）
- 323 鳥山竜舞線
- 324 - 330 （欠番）
- 331 吉田太田部譲原線（旧・太田部鬼石線）
- 332 桐生新田木崎線（旧・桐生新田線）
- 333 上神梅大胡線
- 334 小平塩原線
- 335 梨木上神梅停車場線
- 336 梨木香林線
- 337 上藤生大洲線
- 338 駒形大間々線
- 339 相老停車場線
- 340 如来堂大間々線
- 341 太田熊谷線
- 342 川内堤線
- 343 沢入桐生線
- 344 阿左美桐生線
- 345 花輪水沼線
- 346 岩宿停車場線
- 347 （欠番・かつての桐生停車場線）
- 348 大間々停車場線
- 349 花輪停車場線
- 350 新桐生停車場線
- 351 西桐生停車場線
- 352 笠懸赤堀今井線（旧・笠懸赤堀線）
- 353 - 360 （欠番）
- 361 矢島大泉線
- 362 山王赤生田線
- 363 斗合田岩田岡里線
- 364 除川板倉線
- 365 板倉籾谷館林線
- 366 江口館林線
- 367 海老瀬飯野線
- 368 上中森川俣停車場線
- 369 麦倉川俣停車場線
- 370 館林停車場線
- 371 多々良停車場線
- 372 つつじが岡線
- 373 海老瀬館林線
- 374 （欠番）
- 375 林岩下線（旧・林東吾妻線、吾妻峡南道路）
- 376 林長野原線（王城道路）
- 377 川原畑大戸線
- 378 長野原草津口停車場線
- 379 - 399 （欠番）

### 400番台
- 400 （欠番）
- 401 高崎伊勢崎自転車道線
- 402 桐生足利藤岡自転車道線
- 403 （欠番・かつての玉村渋川自転車道線→416号利根川自転車道線）
- 404 - 415 （欠番）
- 416 利根川自転車道線
- 417 - 465 （欠番）
- 466 牧干俣線